# Chronanthos liparioides
Chronanthos liparioides là một loài thực vật có hoa trong họ Đậu. Loài này được (Boiss.) K. Koch mô tả khoa học đầu tiên năm 1853.